# Juan Antonio Rojas
Juan Antonio Rojas fue un militar argentino de origen salteño que combatió en las Campañas al Alto Perú de la Guerra de Independencia de la Argentina. Se destacó por su bravura al punto que la crónica de entonces relataba que "Rojas llegó a luchar en combate hasta con los puños".
Se enroló como oficial en las milicias gauchas hacia 1814; se destacó por primera vez en la batalla de Río San Juan, a fines de ese año. Se unió con un grupo de gauchos a la tercera campaña al Alto Perú, y luchó en la batalla de Sipe Sipe.
Estuvo a las órdenes del coronel mayor Juan José Feliciano Fernández Campero, marqués de Yavi o Tojo, reforzando el ala izquierda de la altiplanicie del despoblado de la Puna con partidas de gauchos Dragones Infernales. Apostado en la villa de Sococha, recibió la orden del gobernador Martín Miguel de Güemes de abandonarla en los últimos días de 1816, al saberse de la invasión realista que venía al mando del general Juan Ramírez Orozco. El Marqués de Yavi no tuvo conocimiento de la orden, y por ausencia de Rojas a su frente fue sorprendido y tomado prisionero.
El 6 de febrero de 1817 luchó en el combate de San Pedrito, en el cual fue el artífice de la victoria. Los realistas tuvieron 100 muertos.
El 2 de mayo, en oficio que Güemes remitió a Manuel Belgrano desde Tucumán le detalló el nuevo plan en marcha sobre las acciones sobre la ocupada Ciudad de Salta, quedando a cargo de la acción de defensa junto a su jefe el general Martín Miguel de Güemes, los Comandantes Luis Burela y Pedro José de Zavala, los Sargentos Mayores Apolinario Saravia y el Capitán Mariano Morales. 
En la guerra de guerrillas contra los realistas, en la defensa de la Ciudad de Salta, se destacó brillantemente, siendo premiado por la gloriosa jornada del 4 de mayo con una medalla por la Defensa de Salta, una Estrella Heráldica Militar de seis puntas, cuyo diseño fuera solicitado por Juan Martín de Pueyrredón.
Esta estrella coincidía en sus puntas con el número de héroes que sobresalieron durante la Tercera Defensa de Salta, y pasaría a la historia transformada en el escudo de Salta: está representado por la estrella de seis picos, que recuerda el heroísmo de esta lucha en la defensa de la Ciudad. Tanto la estrella de metal, como la de paño llevaban la inscripción: “AL MÉRITO EN SALTA” y en su centro “AÑO DE 1817” en letras celestes.
Meses después le tocó proteger la retirada del teniente coronel Lamadrid, después de su heroica pero inútil campaña hasta Chuquisaca. En mayo de 1818 obtuvo otra importante victoria en Las Salinas, en que causó al enemigo cientos de muertos.
Durante la invasión realista de 1820, fue seriamente herido el 4 de junio, en el combate de Las Cañas, junto al río Pasaje. Sus hombres, que de todos modos vencieron a los invasores, llevaron a su comandante a Cerrillos; falleció en esa localidad unos días más tarde.
- Datos: Q5947424